# Rallycross del Benelux

La frazione del circuito di Spa-Francorchamps che ospita il Rallycross del Benelux

Il Rallycross del Benelux (ufficialmente denominato Rallycross of Benelux o RX of Benelux) è una prova di rallycross che si svolge sul circuito di Spa-Francorchamps a Stavelot, in Belgio, dal 2019, anno nel quale è stata inserita nel calendario del campionato del mondo rallycross con il nome di World RX of Benelux, in sostituzione del rallycross del Belgio, gara che si disputava sino al 2018 sul circuito Jules Tacheny Mettet in Vallonia.

## Storia
A ottobre del 2018 i titolari del circuito Jules Tacheny Mettet in Vallonia, che sin dal 2014 ospitava una appuntamento fisso del campionato del mondo rallycross (il rallycross del Belgio), non rinnovarono l'accordo per gli anni a venire con gli organizzatori del massimo campionato mondiale, pertanto l'evento venne sostituito con un altro da disputarsi sul noto circuito di Spa-Francorchamps, sede storica del Gran Premio del Belgio di Formula 1; l'appuntamento venne infatti inserito come terza gara della stagione 2019, da tenersi nel secondo week-end di maggio. Il tracciato venne ricavato nella zona della celebre curva dell'Eau Rouge, affrontata subito dopo la partenza, con le vetture a risalire verso il Radillon per poi invertire bruscamente la marcia con un tornante che le riportava in discesa verso l'Eau Rouge; da quel punto si svoltava a destra verso l'esterno del circuito di formula 1 per completare il giro.
L'evento avrebbe dovuto svolgersi anche nella stagione 2020 inizialmente a metà maggio come terzo appuntamento in programma, tuttavia, a causa della pandemia di COVID-19, esso venne spostato prima all'inizio di ottobre e poi al fine novembre come penultima gara del campionato, con la speranza da parte degli organizzatori di avere minori restrizioni per il pubblico nella nuova data; il 4 novembre l'evento venne definitivamente cancellato per il considerevole aumento delle infezioni in Belgio.

## Edizioni
Vengono indicati soltanto i vincitori nella massima categoria: RX1 (dal 2021 in poi) e Supercar (dal 2019 al 2020).
| Anno | Denominazione                        | Sede     | Validità | Vincitori                                            | Auto                                                 | Scuderia                                             |
| ---- | ------------------------------------ | -------- | -------- | ---------------------------------------------------- | ---------------------------------------------------- | ---------------------------------------------------- |
| 2019 | World RX of Benelux 2019             | Stavelot | World RX | Timur Timerzjanov                                    | Hyundai i20                                          | GRX Taneco                                           |
|      |                                      |          |          |                                                      |                                                      |                                                      |
| 2020 | Spa World RX of Benelux 2020         | Stavelot | World RX | Evento cancellato a causa della pandemia di COVID-19 | Evento cancellato a causa della pandemia di COVID-19 | Evento cancellato a causa della pandemia di COVID-19 |
|      |                                      |          |          |                                                      |                                                      |                                                      |
| 2021 | Benelux RX of Spa-Francorchamps 2021 | Stavelot | World RX | Johan Kristoffersson                                 | Audi S1                                              | KYB EKS JC                                           |
| 2021 | Benelux RX of Spa-Francorchamps 2021 | Stavelot | Euro RX  | Andreas Bakkerud                                     | Škoda Fabia                                          | KRTZ Motorsport ACCR Czech Team                      |